# いまいかおる
いまい かおる（1951年9月22日 - ）は、日本の漫画家。東京都荒川区出身。出身校は第二瑞光小学校。女性。本名は今井薫。兄弟は、兄、弟。

## 来歴・概要
もともと漫画を描くことが大好きな少女で、漫画好きの兄愛読書の「少年サンデー」「少年マガジン」などを見ているうちに漫画が好きになった。
「物心ついたときから、女の子やお姫さまのいたずら描きをしていました。小学校入学時には、生活の一部になっていました。ノート、本の余白なんかに描きましたね」
中学生時代より、鈴木光明が主催し顧問をしていた漫画同人誌に参加をしていた。高校卒業後三越の紳士靴売り場に就職し、その在職中に新人発掘用単行本に採用掲載された「アニキの初恋」が漫画家としてのデビュー作となった。
1971年、集英社の少女漫画誌『別冊マーガレット』に掲載された「ぼくんちにきた赤ちゃん」にて本格的に漫画家としてのデビューを果たした。以降、集英社、白泉社、講談社などの少女漫画誌などを中心とした執筆活動をしていた。デビュー作である「ぼくんちにきた赤ちゃん」はその後『フーちゃん』と改題され、『別冊マーガレット』にて約10年連載され単行本も全6巻発行される長寿連載作品となった。
また漫画家としての活動のかたわら、教育副読本や歌舞伎関連本のイラスト、コラム等も手がけており、近年では歌舞伎解説本などのイラストを担当するイラストレーターとしての活動が中心となっている。
歌舞伎に詳しくなったのは、子供の頃に母親のお伴をしていたことによると答えている。

## 主な作品リスト

### 漫画作品
- フーちゃん（別冊マーガレット、集英社）
- おはよう！レミちゃん（花とゆめ、白泉社）
- 100ブンの1物語（花とゆめ、白泉社）
- 台風ベビー（LaLa、白泉社）
- てんまり子ダヌキ（リリカ、サンリオ）
- ねこねこ・こねこ（なかよし、講談社）
- とびだせ！マオ（なかよし、講談社）
- とんでモン・ペ （なかよし、講談社）※同名アニメのコミカライズ作品
- 二階のイソロー（ビッグコミックフォアレディ、小学館）

### イラスト担当作品
- 歌舞伎キャラクター事典（新書館、1987年）
- コミックストーリーわたしたちの古典シリーズ（学校図書）
  - 万葉集（1990年）
  - 雨月物語（1991年）
- 若い女性のための歌舞伎入門（宙出版、1991年）
- 光栄まんがパック（コーエーテクモゲームス、1991年）
- イラストガイド歌舞伎入門（ロングセラーズ、1993年）
- まんがde歌舞伎（新書館、2003年）
- 歌舞伎ざんまい（朝日ソノラマ、2005年）
- 歌舞伎筋立て・見せ場がひと目でわかる本（ロングセラーズ、2009年）
- 歌舞伎キャラクター事典（PHP研究所、2009年）

### コラム作品
- 歌舞伎万華鏡（中日新聞、 - 2005年）